# Roinville (Eure i Loir)
Roinville és un municipi francès, situat al departament de l'Eure i Loir i a la regió de Centre – Vall del Loira. L'any 2007 tenia 355 habitants.

## Demografia

### Població
El 2007 la població de fet de Roinville era de 355 persones. Hi havia 136 famílies, de les quals 28 eren unipersonals (20 homes vivint sols i 8 dones vivint soles), 40 parelles sense fills, 48 parelles amb fills i 20 famílies monoparentals amb fills.
La població ha evolucionat segons el següent gràfic:
Habitants censats

### Habitatges
El 2007 hi havia 182 habitatges, 143 eren l'habitatge principal de la família, 24 eren segones residències i 15 estaven desocupats. 177 eren cases i 2 eren apartaments. Dels 143 habitatges principals, 130 estaven ocupats pels seus propietaris, 10 estaven llogats i ocupats pels llogaters i 3 estaven cedits a títol gratuït; 1 tenia una cambra, 4 en tenien dues, 19 en tenien tres, 47 en tenien quatre i 72 en tenien cinc o més. 124 habitatges disposaven pel capbaix d'una plaça de pàrquing. A 54 habitatges hi havia un automòbil i a 80 n'hi havia dos o més.

### Piràmide de població
La piràmide de població per edats i sexe el 2009 era:
| Homes | Edats   | Dones |
| ----- | ------- | ----- |
| 0     | 95 o +  | 0     |
| 0     | 90 a 94 | 0     |
| 0     | 85 a 89 | 0     |
| 0     | 80 a 84 | 0     |
| 12    | 75 a 79 | 4     |
| 4     | 70 a 74 | 16    |
| 12    | 65 a 69 | 12    |
| 0     | 60 a 64 | 8     |
| 8     | 55 a 59 | 4     |
| 20    | 50 a 54 | 12    |
| 24    | 45 a 49 | 12    |
| 12    | 40 a 44 | 28    |
| 20    | 35 a 39 | 4     |
| 12    | 30 a 34 | 8     |
| 4     | 25 a 29 | 8     |
| 16    | 20 a 24 | 0     |
| 24    | 15 a 19 | 12    |
| 16    | 10 a 14 | 12    |
| 12    | 5 a 9   | 12    |
| 8     | 0 a 4   | 0     |

## Economia
El 2007 la població en edat de treballar era de 243 persones, 188 eren actives i 55 eren inactives. De les 188 persones actives 175 estaven ocupades (95 homes i 80 dones) i 13 estaven aturades (8 homes i 5 dones). De les 55 persones inactives 24 estaven jubilades, 18 estaven estudiant i 13 estaven classificades com a «altres inactius».

### Ingressos
El 2009 a Roinville hi havia 140 unitats fiscals que integraven 355 persones, la mediana anual d'ingressos fiscals per persona era de 23.489 €.

### Activitats econòmiques
Dels 20 establiments que hi havia el 2007, 2 eren d'empreses extractives, 1 d'una empresa de fabricació d'altres productes industrials, 6 d'empreses de construcció, 4 d'empreses de comerç i reparació d'automòbils, 1 d'una empresa d'informació i comunicació, 1 d'una empresa financera, 4 d'empreses de serveis i 1 d'una empresa classificada com a «altres activitats de serveis».
Dels 7 establiments de servei als particulars que hi havia el 2009, 1 era un taller de reparació d'automòbils i de material agrícola, 3 paletes, 1 guixaire pintor, 1 fusteria i 1 lampisteria.
L'únic establiment comercial que hi havia el 2009 era un supermercat.
L'any 2000 a Roinville hi havia 5 explotacions agrícoles que ocupaven un total de 750 hectàrees.

## Poblacions més properes
El següent diagrama mostra les poblacions més properes.